# Потиевка (Житомирская область)
Поти́евка (укр. Потіївка) — село на Украине, основано в 1603 году, находится в Радомышльском районе Житомирской области.
Население - 1663 человека. Население по переписи 2001 года составляет 2128 человек. Почтовый индекс — 12225. Телефонный код — 4132. Занимает площадь 3,264 км².

## Адрес местного совета
12225, Житомирская область, Радомышльский р-н, с. Потиевка, ул. Центральная, 31.